# スマイリー真美
スマイリー 真美（スマイリー まみ、女性、1970年3月17日 - ）は、日本の元女子プロレスラー。血液型はAB型。

## 経歴
ジャパン女子プロレス1期生として1986年9月19日、徳島市立体育館でデビュー。
軽量ながら、ユウ山崎との忍者タッグで活躍した。

## 関連書籍
- 『The JWP vol.V』（1989年、ジャパン女子プロレス パンフレット）